# 卡哈爾雷克區

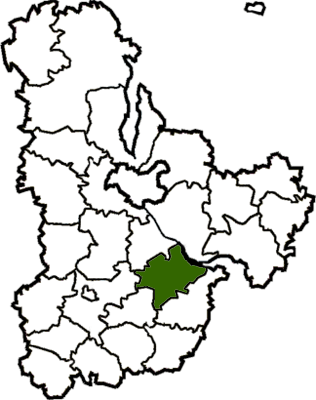
卡哈爾雷克區在基輔州的位置

卡哈爾雷克區（烏克蘭語：Кагарлицький район）曾是烏克蘭中北部基輔州的一個區，行政中心設於卡哈爾雷克，面積926平方公里，2015年人口34,110，人口密度每平方公里37.3人。
由於烏克蘭行政區劃改革中將基輔州的區份減少至7個，故全區已於2020年7月18日併入至奧布希夫區而裁撤。